# Heracliano
Heracliano (em grego: Ἡρακλειανὸς; romaniz.: Herakleianòs; em latim: Heraclianus; m. Cartago, 7 de março de 413) foi governador provincial e um usurpador do Império Romano do Ocidente (412-413) contra o imperador Honório.

## Biografia

### Oposição a Prisco Átalo

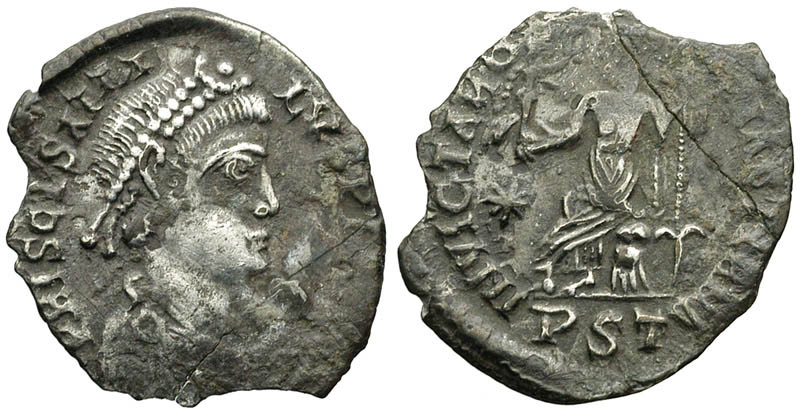
Síliqua com efígie de Prisco Átalo.

O primeiro ato conhecido de Heracliano foi o assassinato do poderoso mestre dos soldados (magister militum) Estilicão (22 de agosto de 408); por esta razão, o imperador Honório, que queria remover a influência do general, recompensou Heracliano com a nomeação para o posto de conde da África (Comes Africae), governador da importante província da África, no final de 408.
De acordo com Paulo Orósio, Heracliano foi enviado para lá em 409; é também sabido que, no ano anterior, o governador da província foi um tal João, que foi assassinado pelos habitantes locais. Por outro lado, Zósimo afirma que Heracliano foi o sucessor de Batanário, cunhado de Estilicão, condenado à morte por Honório.
Em 409, Prisco Átalo rebelou-se contra Honório, cuja corte estava situada em Ravena, e tomou o poder em Roma com a ajuda do rei visigodo Alarico I. Heracliano manteve sua fidelidade a Honório e apertou o controle sobre os portos africanos de onde partia a maior parte do fornecimento de grãos da cidade de Roma, causando fome ao povo romano.
Átalo não enviou inicialmente um exército para a África para enfrentar Heracliano, pois qualquer força enviada para lá naquele momento estaria sob liderança visigótica; enganados por falsas profecias, ele enviou um representante, Constante, sozinho, contando com sua autoridade para depor Heracliano ou convencer os provinciais a se rebelar. No entanto, Constante foi morto, e Heracliano enviou para Honório a enorme quantidade de dinheiro confiscada dos emissários que seria utilizada para subornar a população local; Alarico quis enviar um exército para enfrentar Heracliano, a ser comandado por Drumas, um de seus homens; no entanto, Átalo se recusou e Alarico o depôs (410). Alarico tinha a intenção de enviar um pequeno exército, composto por apenas 500 homens, uma indicação que Heracliano tinha uma força muito pequena ao seu dispor. Porém, é provável também que Heracliano tenha conseguido o apoio da população local ajudado por um édito de tolerância (temporário) emitido pelo imperador Honório em favor dos donatistas, um grupo cismático cristão muito popular na África.

### Golpe contra Honório

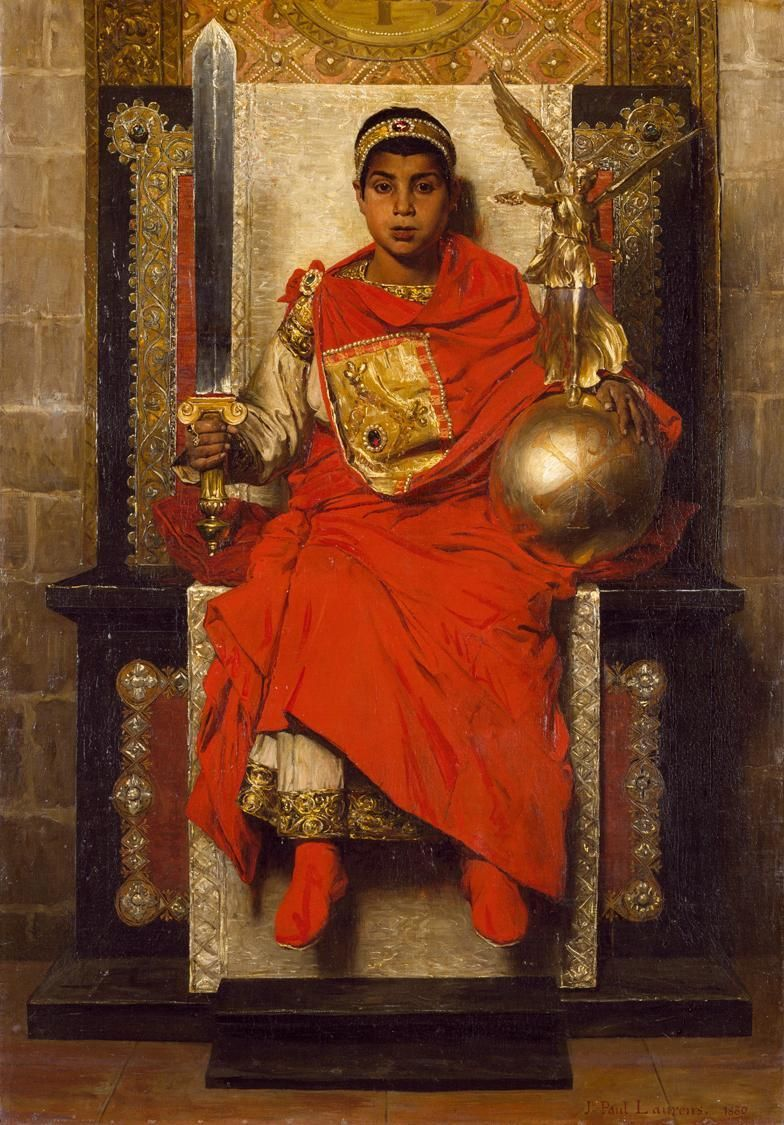
O imperador romano Honório, Jean-Paul Laurens, 1820.

Em 412, Heracliano foi designado para o consulado do seguinte, mas é muito provável que ele jamais tenha sido nomeado: confiante em seu próprio poder e instigado por Sabino, seu genro, ele rebelou-se contra Honório e proclamou a si mesmo augusto. Seu primeiro ato foi interromper o abastecimento de grãos para a cidade de Roma, a mesma tática empregada com sucesso contra Prisco Átalo. Em seguida, ele reuniu vários navios e tropas para invadir a Itália. Honório proclamou Heracliano e seus partidários como inimigos de Estado e os condenou a morte com um édito emitido em Ravena em 7 de julho de 412.
Em 413, Heracliano desembarcou na Itália a frente de um grande exército para enfrentar Honório, mas foi derrotado e morto. Há duas versões para sua morte: de acordo com algumas fontes, ele teria iniciado a marcha rumo a Roma, mas se apavorou depois da chegada do conde Marino, abandonando a campanha para voltar para Cartago, onde acabou condenado à morte em 7 de março. A segunda versão propõe que Heracliano teria sido derrotado em Utrículo (Utriculum; talvez Orículo, na Úmbria, a meio caminho entre Roma e Ravena), em uma batalha que deixou 50 000 mortos, fugiu para Cartago em seguida e acabou condenado à morte por emissários enviados por Honório no templo da Memória. Sabino, genro de Heracliano, fugiu para a corte em Constantinopla, mas foi enviado de volta e depois exilado.
O nome de Heracliano não aparece nos Fasti consulares, a lista dos cônsules romanos, pois Honório provavelmente revogou a sua nomeação e deixou Lúcio como cônsul sem um par. Os atos de Heracliano foram revogados; seus bens - aproximadamente 907,2 kg de ouro e terras de mesmo valor - foram confiscados e entregues a Flávio Constâncio.
São Jerônimo acusou Heracliano de maltratar aqueles que tinham fugido de Roma para Cartago na ocasião do golpe de Átalo (Heracliano prendeu as nobres Anícia Faltônia Proba, Anícia Juliana e Demétria, e libertou-as somente através de um rico resgate), e de ser um bêbado e corrupto.